# الإسلام في بيلاروسيا

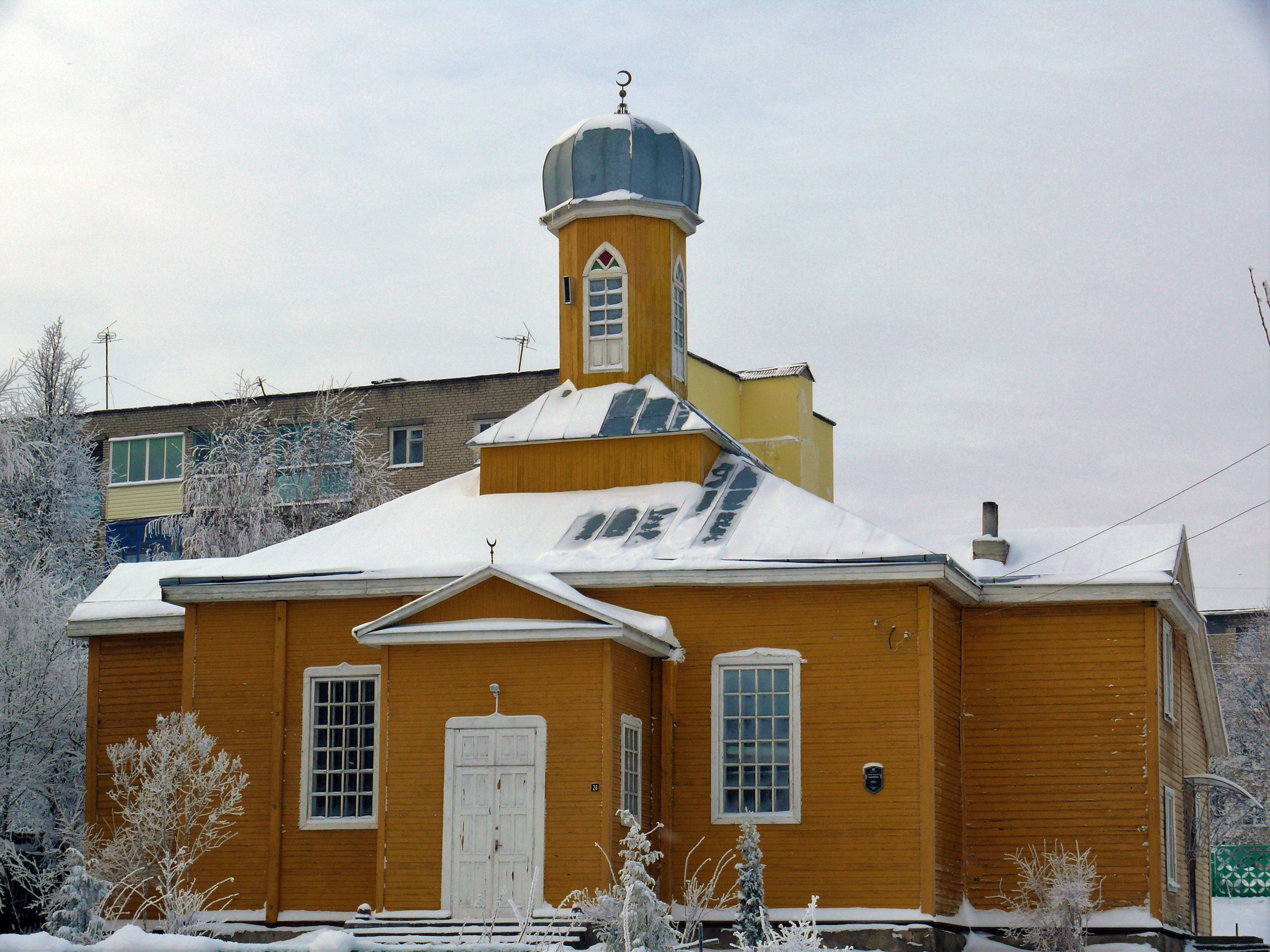
مسجد في نوفوغرودوك.

الإسلام في بيلاروسيا له تاريخ طويل. دخل الإسلام الأراضي البيلاروسية عن طريق التتار ما بين القرن الرابع عشر والسادس عشر. اعتبارًا من عام 2007 يوجد 45000 مسلم في بيلاروسيا، يمثلون 0.5٪ من إجمالي السكان. معظم مسلمي بيلاروسيا هم من السنة من المذهب الحنفي.

## المساجد
تم بناء أول مسجد على الأراضي البيلاروسية في القرن الرابع عشر- الخامس عشر. في عام 1994 أفتتح مسجد بمدينة سلونيم وأخر بمدينة Smilovichi عام 1996. في شهر يوليو وبمناسبة مرور 600 عام على دخول التتار الأراضي البيلاروسية أفتتح مسجد بمدينة نوفوغرودوك. في القرن التاسع عشر تم بناء مسجد بمدينة Ivye والذي يعتبر معلم أثري من الخشب. اليوم يوجد في بيلاروسيا 4 مساجد تستقبل زوار بيت الله ويوجد خامس في طور البناء. افتتح مسجد في 11 نوفمبر 2016 في العاصمة مينسك. وتوجد 27 جماعة من المسلمين في بيلاروسيا سجلت بحلول منتصف 2002.

## معرض صور

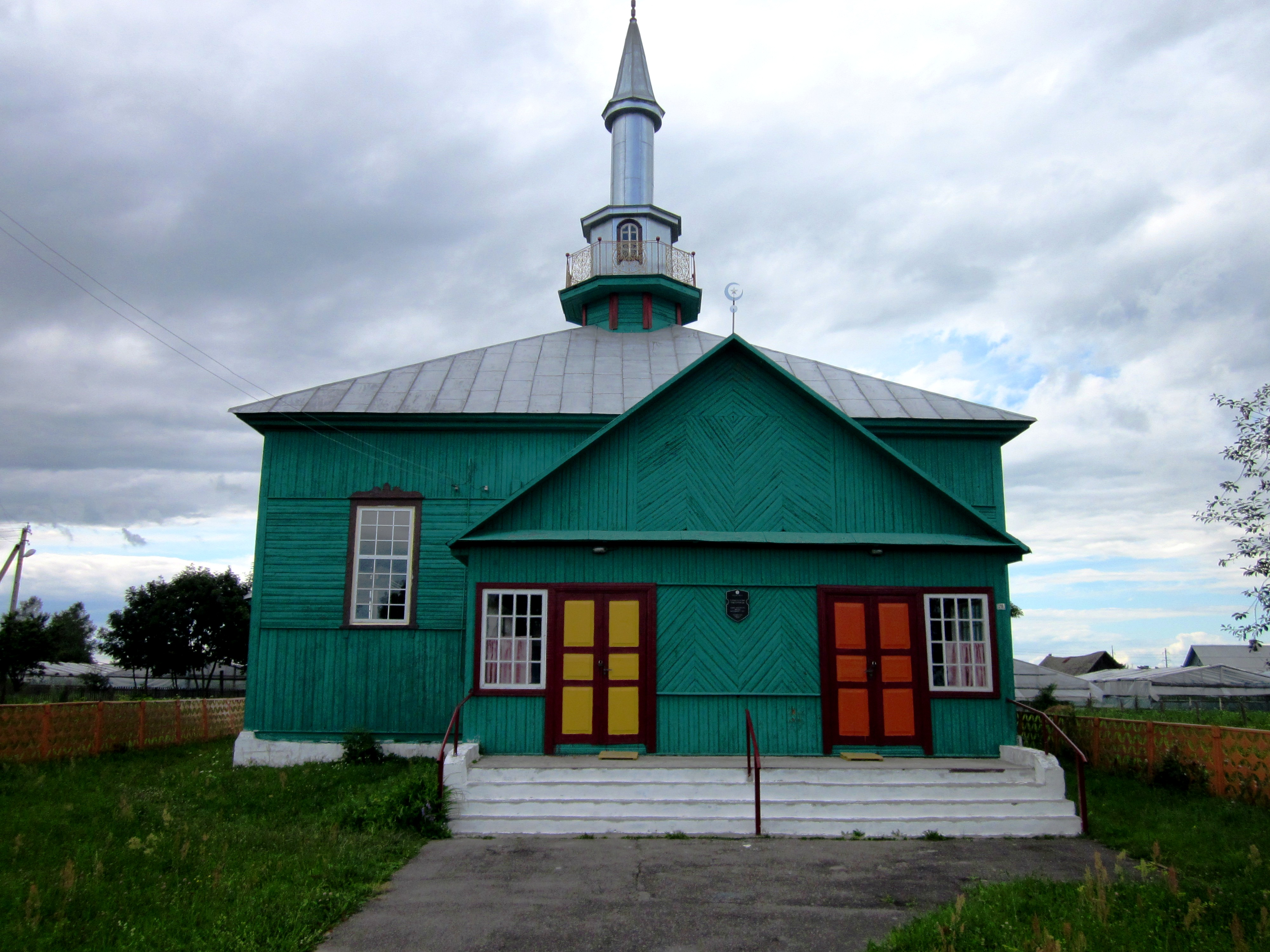
مسجد في إيجي
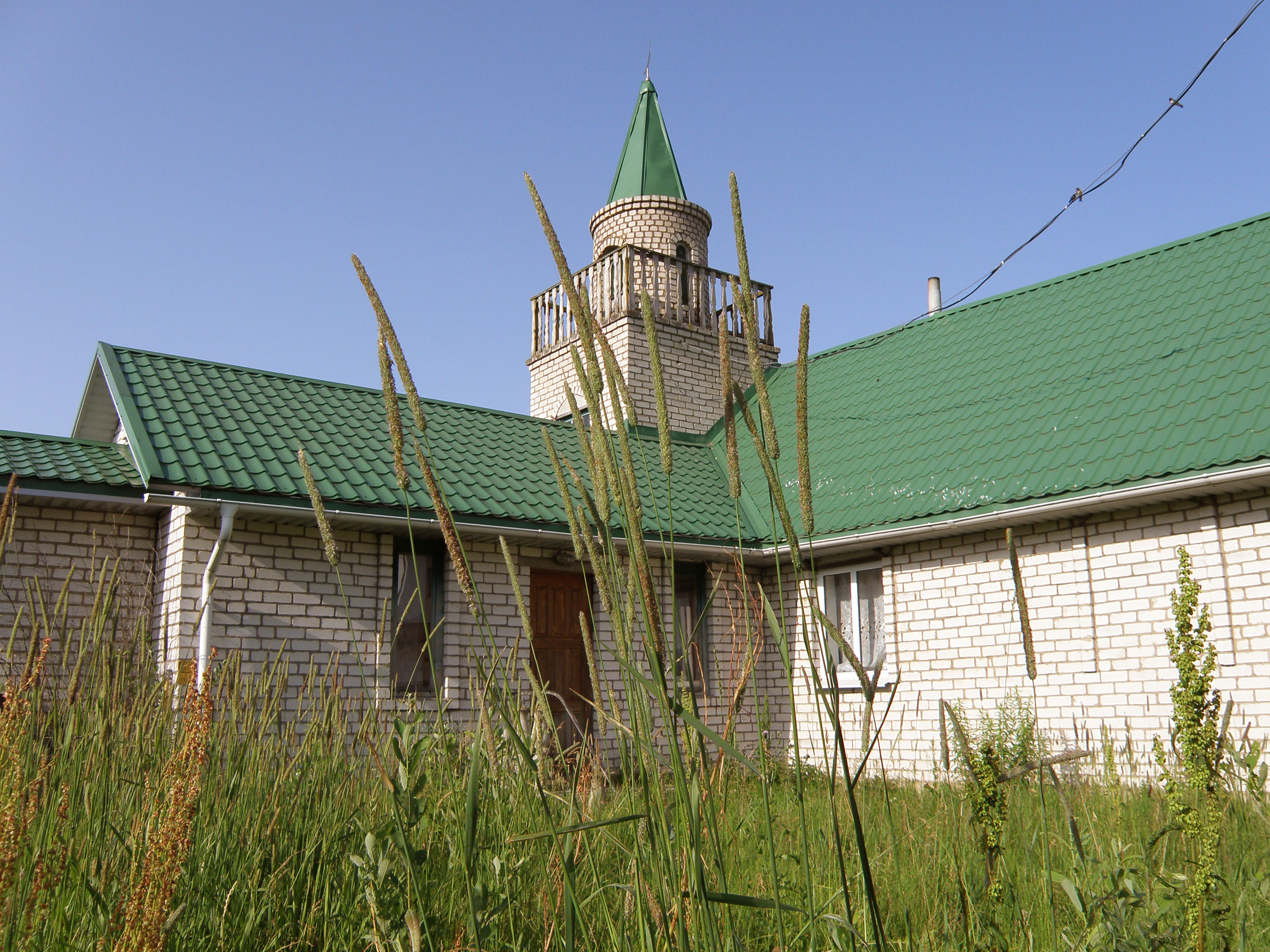
مسجد في Smilavičy
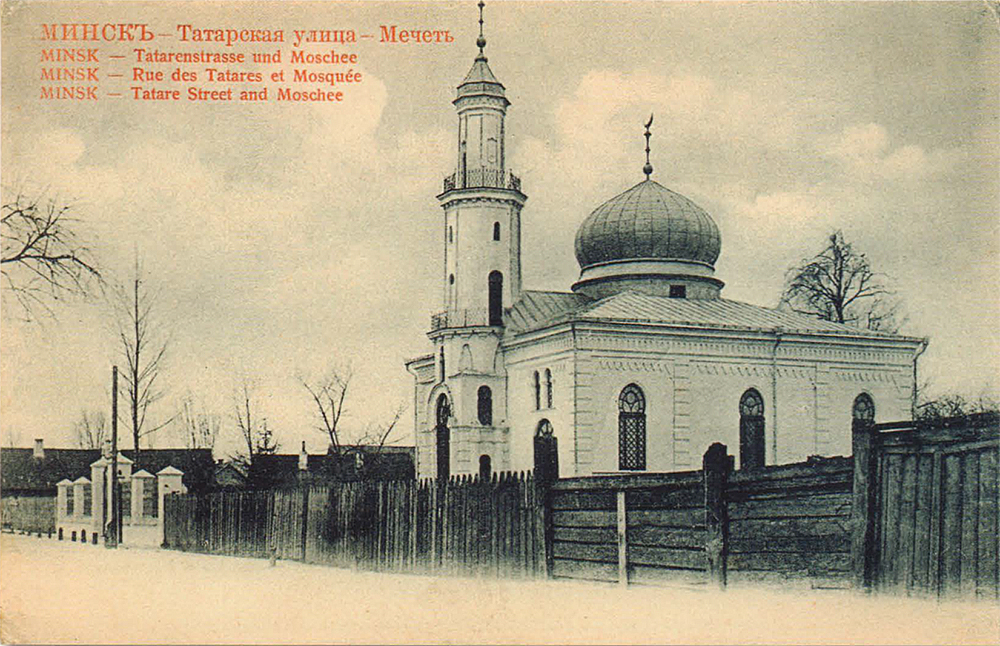
مسجد في مينسك (دمر عام 1962)
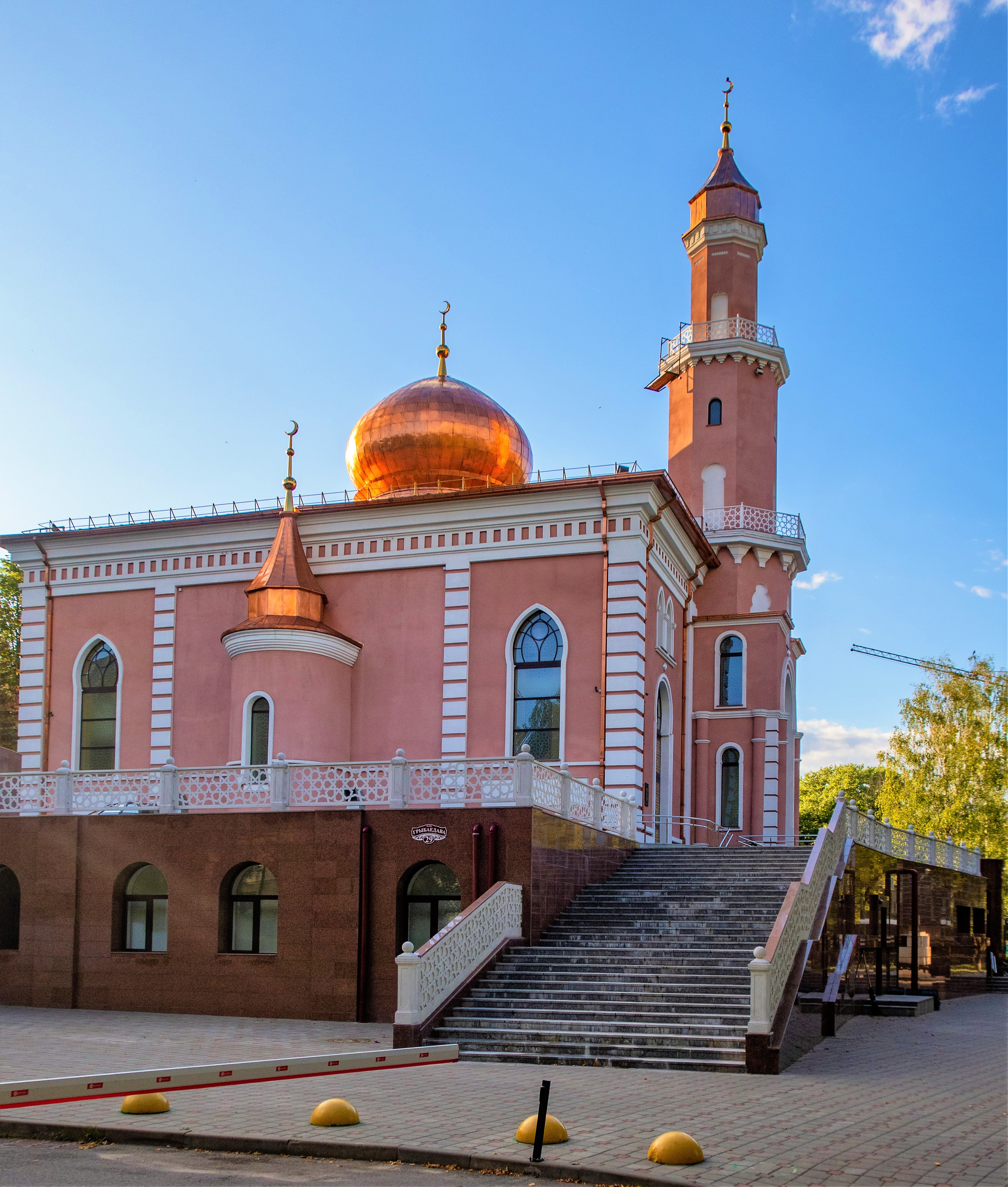
مسجد في مينسك (بني عام 2016)
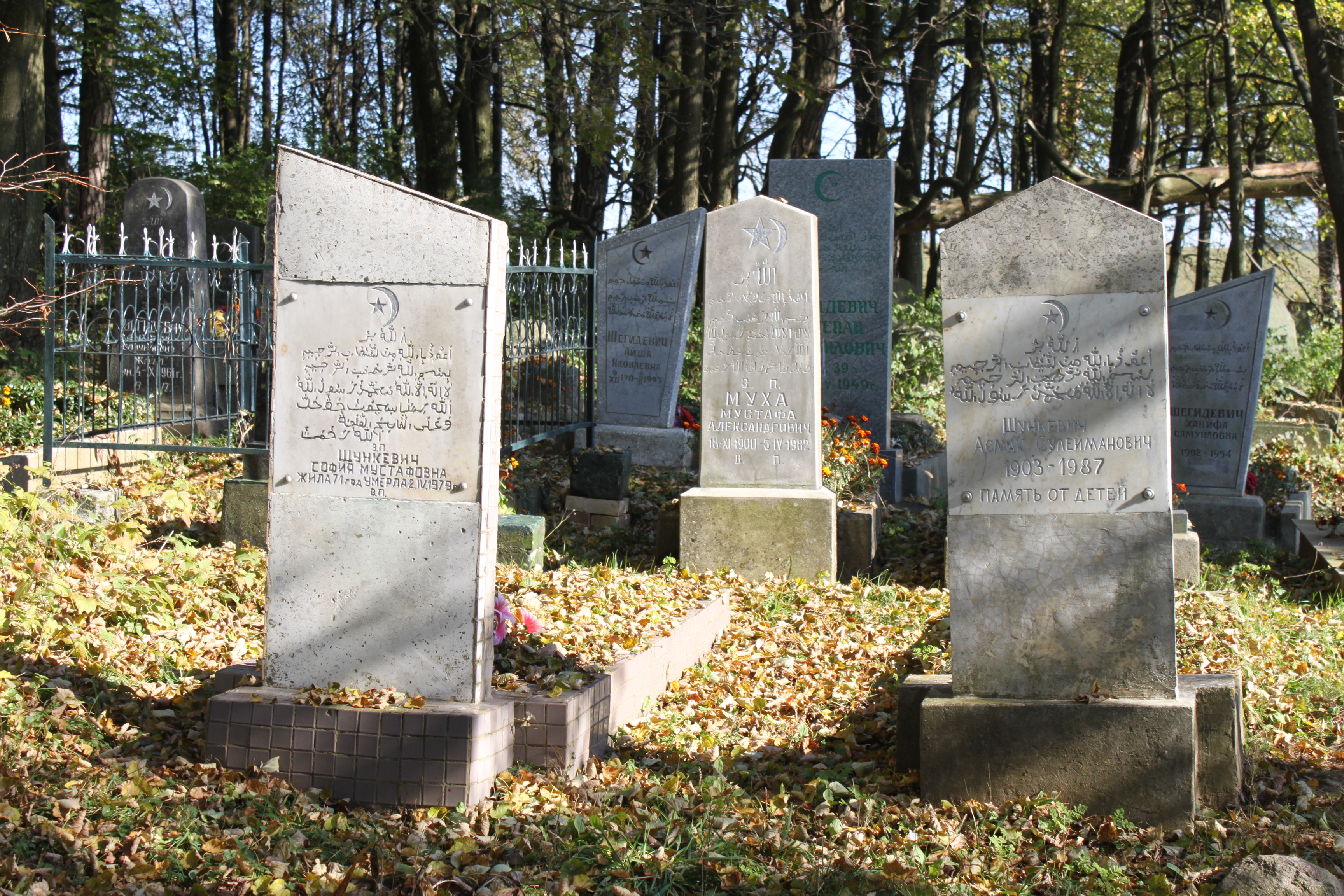
مقبرة للتتار في بيلاروسيا.